# Paul Kurtz
Paul Kurtz (Newark, 21 dicembre 1925 – Amherst, 20 ottobre 2012) è stato un filosofo statunitense, esponente dello scetticismo scientifico e dell'umanesimo secolare.
Definito il padre dell'umanesimo secolare è stato Professore Emerito di Filosofia presso l'Università di Buffalo dopo avere insegnato presso il Vassar College, il Trinity College, l'Union College e alla New School for Social Research.
Kurtz ha fondato la casa editrice Prometheus Books nel 1969. È stato fondatore e presidente di Committee for Skeptical Inquiry (in origine Committee For the Scientific Investigation of Claims of the Paranormal, CSICOP), del Council for Secular Humanism e del Center for Inquiry. È stato direttore della rivista Free Inquiry, pubblicazione del Council for Secular Humanism.
È stato co-presidente dell'Unione Internazionale Etico-Umanistica (IHEU) dal 1968 al 1994.  Era membro dell'American Association for the Advancement of Science, umanista eminente, presidente dell'International Academy of Humanism (Accademia Internazionale di Umanesimo) e associato onorario di Rationalist International (Razionalista Internazionale). Come socio dell'American Humanist Association, ha contribuito alla stesura del Manifesto Umanistico II.  È stato direttore di The Humanist dal 1967 al 1978.
Kurtz ha pubblicato oltre 800 articoli e recensioni e ha scritto e redatto più di 50 libri. La maggior parte dei suoi libri sono stati tradotti in più di 60 lingue.

## Le Origini
Kurtz nacque a Newark, New Jersey, in una famiglia di origine ebrea, figlio di Sara Lasser e di Martin Kurtz. Kurtz ha ottenuto la laurea triennale dalla New York University, la laurea specialistica e il Dottorato di Ricerca dalla Columbia University. In gioventù, Kurtz era di sinistra, ma disse che avere servito nell'esercito americano durante la Seconda guerra mondiale gli insegnò i pericoli dell'ideologia. Ha visto i campi di concentramento di Buchenwald e di Dachau dopo la loro liberazione, ha perso fiducia nel comunismo quando ha incontrato degli schiavi russi che si erano rifiutati di tornare in Unione Sovietica alla fine della guerra, dopo essere stati deportati nella Germania nazista.

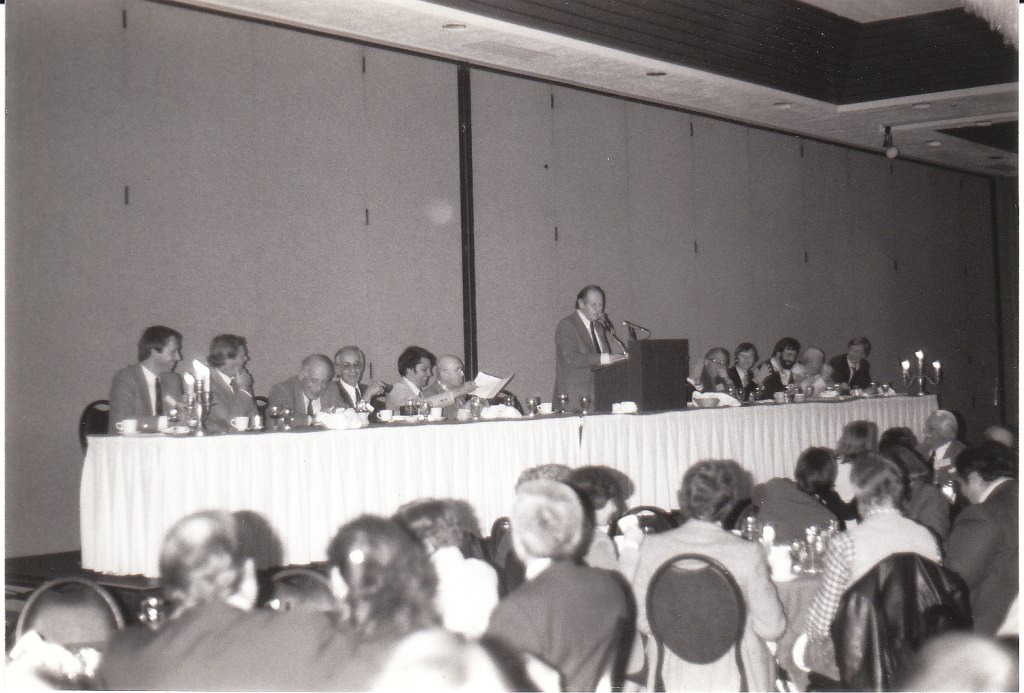
Kurtz durante il discorso al banchetto della Conferenza CSICOP nel 1983 a Buffalo, NY

## Umanesimo secolare
Kurtz era in gran parte responsabile per la secolarizzazione dell'umanesimo. Prima che Kurtz adottasse il termine “umanesimo secolare”, che ha ricevuto molta pubblicità attraverso i cristiani fondamentalisti negli anni 80, l'umanesimo era ampiamente percepito come una religione (o pseudo religione) che non comprendesse il sovranaturale. Questo si vede nel primo articolo del Manifesto Umanistico originale che si riferisce a “umanistici religiosi” e in Humanism: A new Religion (Umanismo: una nuova religione), autorievole libro del 1930 scritto da Charles e Clara Potter.
Kurtz ha sfruttato la pubblicità generata da predicatori fondamentalisti per fare crescere il numero di soci di Council for Secular Humanism, e per togliere gli aspetti religiosi dal movimento umanista precedente. Ha fondato il Center for Inquiry nel 1991. Oggi ci sono circa 40 centri e comunità in tutto il mondo, a Los Angeles, Washington, New York, Londra, Amsterdam, Varsavia, Mosca, Pechino, Hyderabad, Toronto, Dakar, Buenos Aires e Kathmandu.
Nel 1999 Kurtz ha ricevuto l'International Humanist Award (Premio internazionale Umanista) dall'Unione internazionale etico-umanistica. Kurtz è stato membro del consiglio IHEU dal 1969 al 1994, e nel tributo dall'ex-collega sia dell'IHEU che del Council for Secular Humanism, Matt Cherry, Kurtz è stato descritto come “aver avuto un forte impegno all'umanismo internazionale – un impegno verso l'umanismo che andava ben oltre i confini degli USA, mai uguagliato da un altro americano. Ha contribuito modo pesante all'espansione dell'IHEU come membro del IHEU Growth and Development Committee (con Levi Fragell e Rob Tilman) e poi quando era co-presidente con Rob e Levi. Ha sempre spinto l'IHEU ad essere più grande e più audace.”
Nel 2000 Kurtz ha ricevuto l'International Rationalist Award da Rationalist International. Nel 2001 ha partecipato ad un dibattito con William Lane Craig, filosofo Cristiano sulla natura della moralità.
Kurtz credeva che i membri non-religiosi della comunità dovessero avere un punto di vista positivo sulla vita. Lo scetticismo religiose, secondo Kurtz, è un aspetto della prospettiva dell'umanista secolare.
Il 18 maggio 2010 il Consiglio di Amministrazione di Council for Secular Humanism, l'organizzazione di supporto, Center for Inquiry e l'altra organizzazione di supporto, Committee for Skeptical Inquiry, hanno emesso un comunicato, accettando le dimissioni del Dott. Kurtz da presidente emerito, da membro di ogni consiglio e di capo redattore di Free Inquiry.
Alla conferenza di Council of Secular Humanism tenutasi a Los Angeles dal 7 al 10 ottobre 2010, la tensione sul futuro dell'umanismo era evidente. Kurtz sollecitava un approccio più accomodante verso le religioni, mentre i suoi successori argomentavano per un approccio più contraddittorio.
Il 18 maggio 2010 Kurtz si è dimesso da tutti questi incarichi. Inoltre, Center for Inquiry ha accettato le sue dimissioni da presidente emerito e membro del consiglio direttivo, culmine di anni di “transizione del leadership”, ringraziandolo “per i suoi decenni di servizio” e alludendo a “preoccupazioni sulla gestione giornaliera dell'organizzazione da parte del Dott. Kurtz.” Kurtz ha rinnovato gli sforzi nell'umanismo organizzato, fondando The Institute for Science and Human values e la sua rivista The Human Prospect: A NeoHumanist Perspective nel giugno 2010.”

## Critica del paranormale

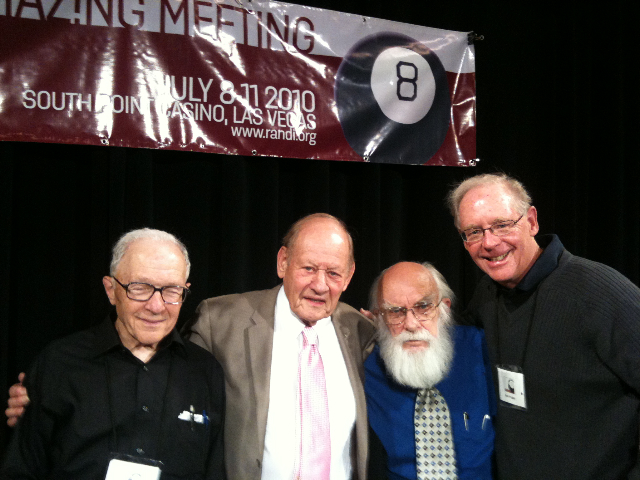
Ray Hyman, Paul Kurtz, James Randi, and Ken Frazier a TAM8, luglio 2010, Las Vegas dopo la loro sessione sulla storia del moderno movimento scettico.

Un altro aspetto dell'insegnamento lasciato da Kurtz è la sua critica del paranormale. Nel 1976, CSICOP ha fondato la sua rivista ufficiale, Skeptical Inquirer. Come Martin Gardner, Carl Sagan, Isaac Asimov, James Randi, Ray Hyman e altri, Kurtz ha polarizzato lo scetticismo scientifico e il pensiero critico delle affermazioni sul paranormale.
Per quanto riguarda la fondazione del movimento scettico moderno, Ray Hyman afferma che nel 1972, lui con James Randi e Martin Gardner volevano formare S.I.R (Sanity in Reserach), un gruppo scettico. Loro tre sapevano di non avere l'esperienza amministrativa necessaria, dicendo “avevamo solo buone idee”, così Marcello Truzzi si è subito unito a loro, dando struttura al gruppo. Truzzi ha coinvolto Kurtz e insieme hanno formato CSICOP nel 1976.
Kurtz ha scritto:
Nel libro The Transcedental Temptation (La Tentazione Trascendentale), Kurtz analizza quanto siano dimostrabili le affermazioni fatte da Gesù, Mosè e Maometto, così come quelle fatte da altri fondatori di religioni su suolo americano come Joseph Smith e Ellen White. Valuta anche le attività dei più famosi fisici moderni e quello che crede siano delle ricerche infruttose dei parapsicologi. The Transcedental Temptation è considerato tra gli scritti più influenti di Kurtz.
Kurtz incoraggiava quello che lui chiamava “Scetticismo del terzo tipo,” in cui gli scettici esploravano attivamente le affermazioni del paranormale piuttosto che solo metterle in discussione. Pensava che questo tipo di scetticismo fosse diverso dallo scetticismo filosofico estremo di “primo tipo” che si domanda se è possibile conoscere qualsiasi cosa, e dallo scetticismo di “secondo tipo” che concede la possibilità di conoscere il mondo reale, ma che è in gran parte un esercizio filosofico.
Il 19 aprile 1997, Kurtz ha partecipato allo show televisivo di Penn & Teller, Bullshit! sostenendo che gli esorcismi e le sette sataniche sono solo “montature e paranoie”.

## Eupraxsophy
Kurtz ha inventato il termine eupraxsophy (in origine eupraxophy) per riferirsi alle filosofie o le posizioni di vita prese dall'umanesimo secolare e il confucianesimo che non si affidano alla credenza nel transcontinentale o nel sovrannaturale. L'eupraxsophy è una filosofia di vita o di visione del mondo non-religiosa che enfatizza l'importanza di vivere una vita etica ed esuberante, facendo affidamento sui metodi razionali come la logica, l'osservazione e la scienza (piuttosto che la fede, il misticismo o la rivelazione). La parola eupraxsophy si basa sulle parole greche per “buono”, “pratica” e “saggezza”. Gli “eupraxsophy” come le religioni, hanno una prospettiva cosmica ma rinunciano alla componente sovrannaturale della religione, evitando la "tentazione trascendentale", come dice Kurtz. Benché critico della religione sovrannaturale, ha tentato di sviluppare i valori etici positivi dell'umanesimo naturalistico.

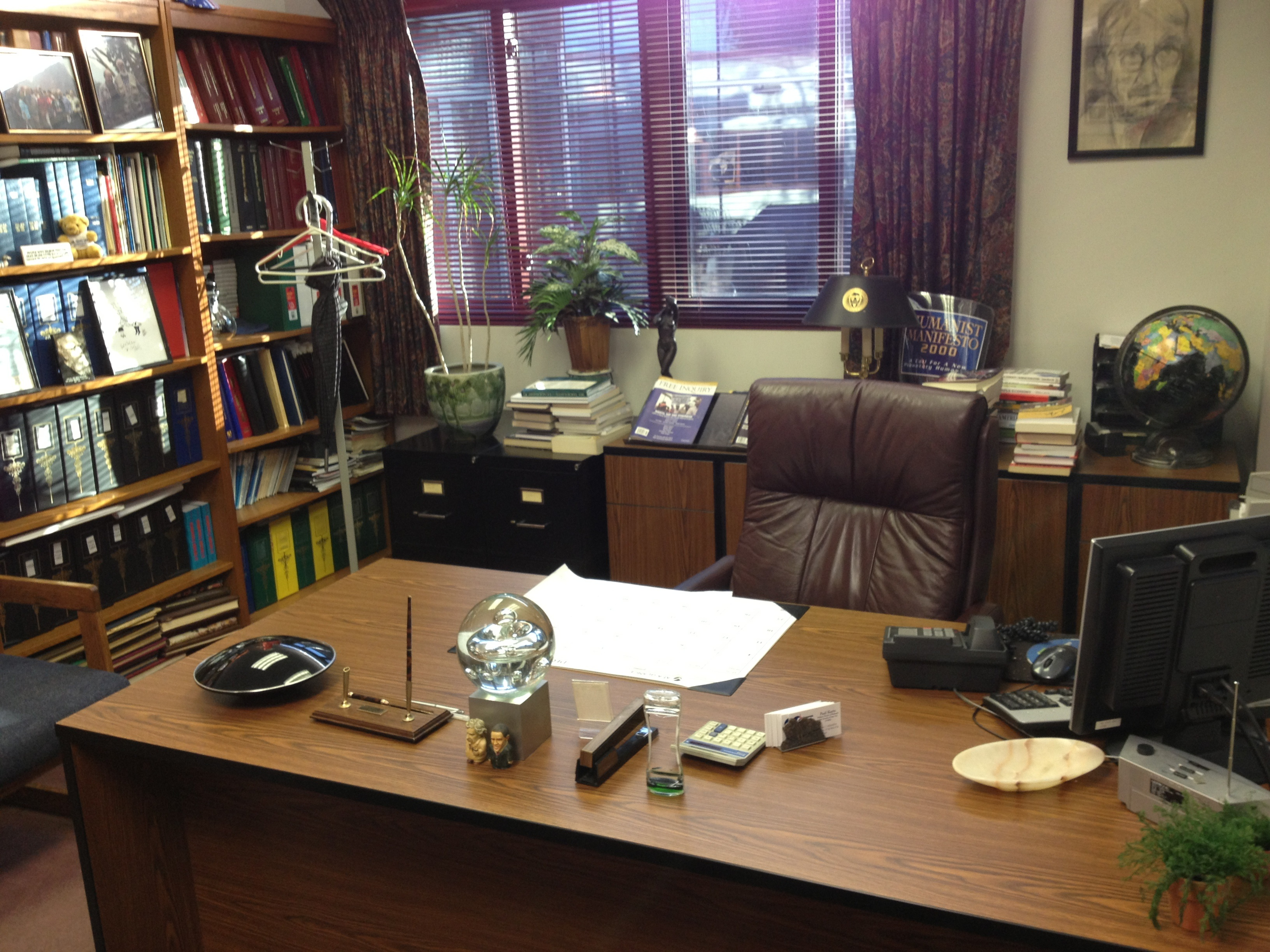
L'ufficio di Paul Kurtz a Center for Inquiry Transnational, Amherst, NY

## Serie di conferenze Paul Kurtz
Nel giugno 2010 l'Università di Buffalo ha annunciato l'istituzione della Serie di Conferenze Paul Kurtz. La serie ha portato importanti speaker al campus universitario in Amherst, New York per parlare di argomenti attinenti alla filosofia dell'umanesimo e filosofia naturalistica. Kurtz aveva già istituito come lascito e regalo di beneficenza annuale all'università dove ha insegnato dal 1965 al 1991, per la promozione dell'intelligenza critica nelle future generazioni di studenti dell'università a Buffalo. Il 5 novembre 2010 l'università ha annunciato che lo scienziato cognitivo Steven Pinker avrebbe inaugurato la nuova serie di lezioni Paul Kurtz il 2 dicembre 2010.

## Institute for Science and Human Values
Paul Kurtz ha ideato l'Institute for Science and Human Values (Istituto per la Scienza e i Valori Umani) nel 2009 come un'altra diramazione del gruppo Center for Inquiry. Quando si è dimesso dal Center for Inquiry, ha lanciato l'Institute for Science and Human Values come entità separata.  Nel primo comunicato stampa dell'ISHF, Kurtz ha detto di voler “riumanizzare il secolarismo” e “trovare il modo di sviluppare al meglio le virtù morali comuni che condividiamo come esseri umani.” Kurtz era capo redattore della rivista dell'ISHV, The Human Prospect: A NeoHumanist Perspective (La prospettiva umana: Una prospettiva neoUmanista).

## Onorificenze
L'asteroide 6629 Kurtz è stato nominato in suo onore.

## Galleria d'immagini

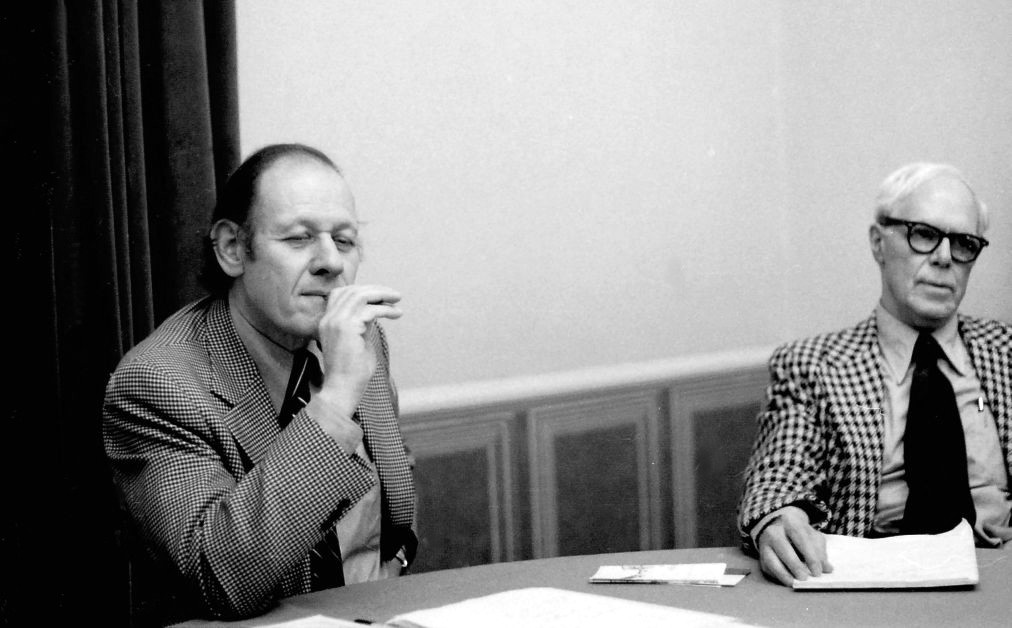
Paul Kurtz (sinistra) e l'autore Martin Gardner a una riunione del consiglio esecutivo del CSICOP nel 1979
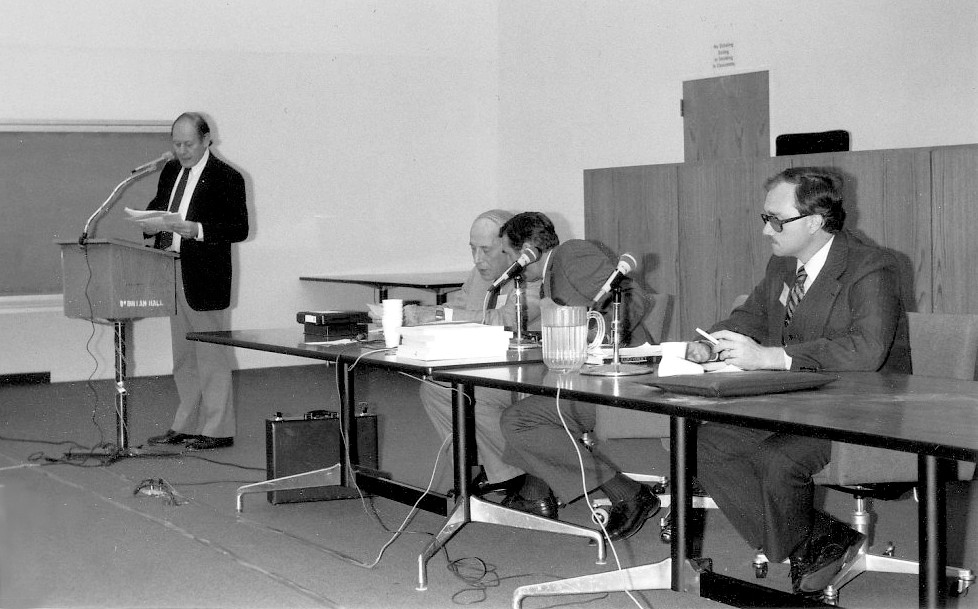
Kurtz (ultimo a sinistra) ad un panel sugli UFO, alla Conferenza del CSICOP nel 1983, Buffalo, NY insieme a Robert Sheaffer (ultimo a destra).